# Kotamballi, Chamarajanagar
Kotamballi là một làng thuộc tehsil Chamarajanagar, huyện Chamarajanagar, bang Karnataka, Ấn Độ.